# Baseodiscus giardii
Baseodiscus giardii är en djurart som tillhör fylumet slemmaskar, och som först beskrevs av Ambrosius Arnold Willem Hubrecht 1887.  Baseodiscus giardii ingår i släktet Baseodiscus och familjen Valenciniidae.
Artens utbredningsområde är havet kring Nya Zeeland. Inga underarter finns listade i Catalogue of Life.